# 602Office
602Office byl komerční multiplatformní kancelářský balík společnosti Software602, kompatibilní jak s MS Windows, tak i Linuxem. Jednalo se o kolekci programů, kterým se firma snažila konkurovat produktu Microsoft Office. První verze vznikla v polovině roku 2004 a byla postavena na otevřeném kancelářském balíku OpenOffice.org verze 1.1.4; poslední 602Office 2.3 byl založený na novém otevřeném balíku OpenOffice.org 2.0. Před nástupem této sady společnost vyvíjela vlastní kancelářský balík 602PC Suite. Po roce byl však název 602Office nahrazen názvem iOffice; nový balík už není kompatibilní s Linuxem.[zdroj?]
Balík 602Office obsahoval:
- Textový editor Writer
- Tabulkový procesor Calc
- Prezentační program Impress
- Editor grafiky a obrázků Draw
- Databázový procesor Base, který spolupracoval s 602SQL
- E-mailový program s plánovačem Mozilla Thunderbird verze 1.0.7
- Relační databázi 602SQL verze 11.0 s podporou XML, PHP, ADO.NET, ODBC a JDBC.
- Šablony právních smluv a obrázky
- Součástí byla dokumentace v češtině a roční podpora zdarma. (Součástí podpory byl i web věnovaný této aplikaci.)
- U verze 2.1 společnost 602 vylepšila export do PDF a graficky přepracovala prostředí aplikace.

602Office od verze 2.0 plně používal a podporoval otevřený souborový formát OpenDocument.